# Квятонь

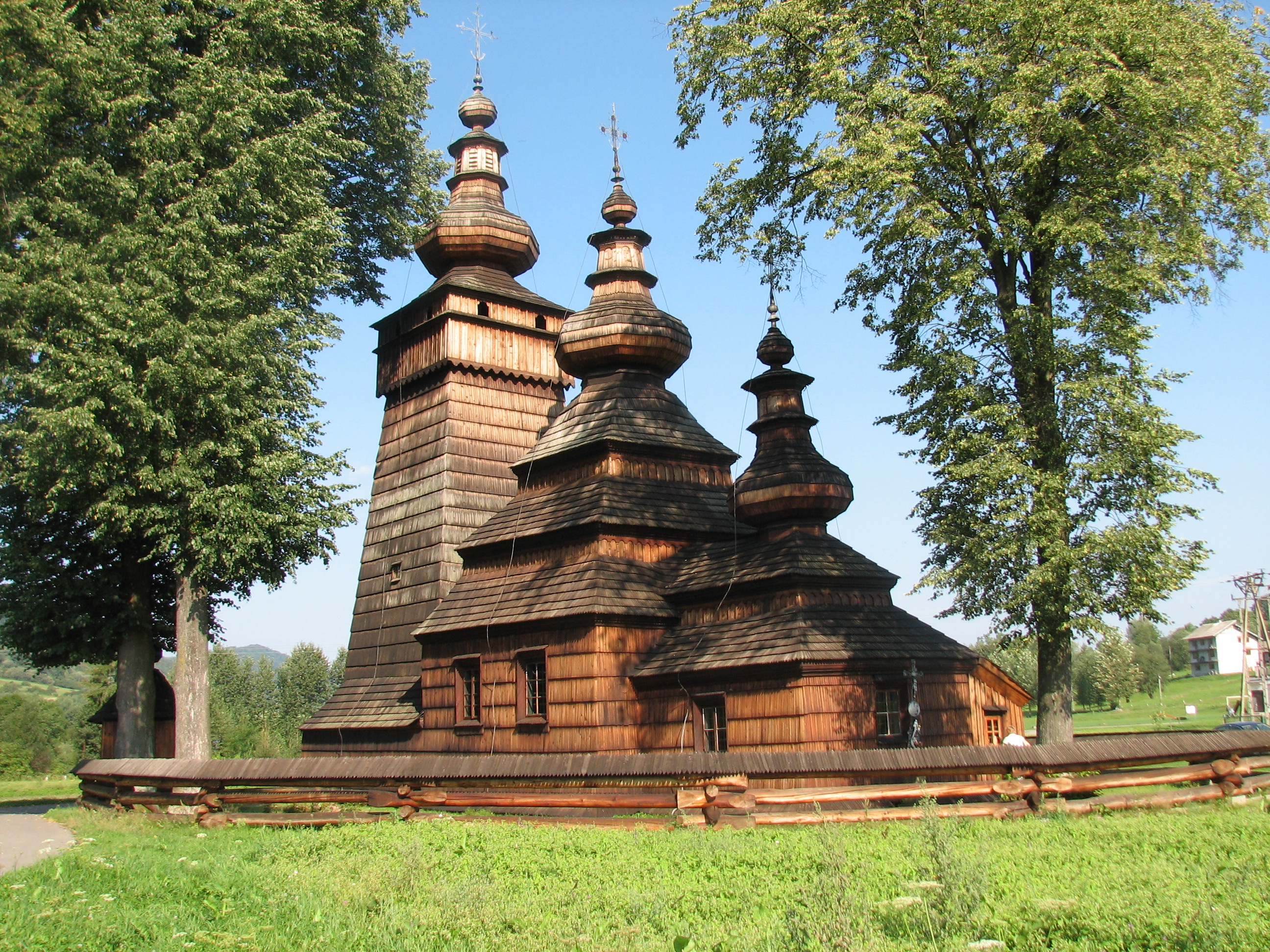
Грекокатолическая церковь святого Параскевы, Квятонь, Малопольское воеводство, Польша

Квя́тонь ( укр.)  (пол. Kwiatoń, ) — село в Польше, находившееся на территории гмины Усце-Горлицке Горлицкого повята Малопольского воеводства.

## География
Село располагается в 4 км от Усце-Горлицке, 15 км от Горлице и 108 км от Кракова.
Село находится на туристическом маршруте «Путь деревянной архитектуры».

## История

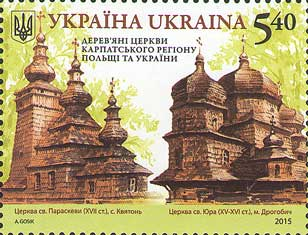
Марка Украины "Деревянные церкви Карпатского региона Польши и Украины. Церковь св. Параскевы (XVII в.), с. Квятонь. Церковь св. Юра (XV—XVI вв.), г. Дрогобыч "(Совместный выпуск «Украина — Польша»). 2015 г.

Село было основано в XIV веке польским рыцарским родом Гладыш. Первоначально село находилось под магдебургским правом. В 1528 году оно перешло в собственность польского дворянства.
После Второй мировой войны часть жителей села, которые были лемками, перебралась на Украину и поселилась в районе Львова и Тернополя. Остальная часть жителей была переселена в 1947 году на западные территории Польши во время операции «Висла».

## Достопримечательности
- Церковь святой Параскевы Пятницы — грекокатолический храм;
- Церковь святой Параскевы Пятницы — православный храм;